# Micromyini
Micromyini – monotypowe plemię ssaków z podrodziny myszy (Murinae) w obrębie rodziny myszowatych (Muridae).

## Rozmieszczenie geograficzne
Plemię obejmuje gatunki występujące w Eurazji.

## Morfologia
Długość ciała (bez ogona) 48–80 mm, długość ogona 39–72 mm, długość ucha 8–10 mm, długość tylnej stopy 12–16 mm; masa ciała 4–11 g.

## Systematyka
Rodzaj Micromys zdefiniował w 1841 roku niemiecki przyrodnik Johann Friedrich Anton Dehne w publikacji swojego autorstwa o tytule „Micromys agilis, mała mysz, nowy ssak fauny Drezna, z rzędu gryzoni”. Gatunkiem typowym jest (oznaczenie monotypowe) badylarka pospolita (M. minutus). 

### Etymologia
Micromys:  μικρος mikros ‘mały’; μυς mus, μυος muos ‘mysz’.

### Podział systematyczny
Do plemienia należy jeden rodzaj z następującymi występujące współcześnie gatunkami:
| Grafika | Gatunek             | Autor i rok opisu     | Nazwa zwyczajowa    | Podgatunki         | Rozmieszczenie geograficzne | Podstawowe wymiary                            | Status IUCN |
| ------- | ------------------- | --------------------- | ------------------- | ------------------ | --- | --------------------------------------------- | ----------- |
|         | Micromys minutus    | (Pallas, 1771)        | badylarka pospolita | gatunek monotypowy | od północnej Hiszpanii i Wielkiej Brytanii na wschód przez Europę, Rosję i Kazachstan do północnej Mongolii, Chińskiej Republiki Ludowej i Japonii; zakres wysokości: do 1700 m n.p.m. | DC: 4,8–8 cm DO: 3,9–7,2 cm MC: 4–11 g        | LC          |
|         | Micromys erythrotis | (Blyth, 1856)         |                     | gatunek monotypowy | Indie, środkowa i południowa Chińska Republika Ludowa, Mjanma i Wietnam; zakres wysokości: poniżej 1700 m n.p.m.                                                                       | DC: 5,1–6,5 cm DO: 6,1–8,2 cm MC: brak danych | NE          |
|         | Micromys pygmaeus   | (Milne-Edwards, 1874) |                     | gatunek monotypowy | endemit Chińskiej Republiki Ludowej (zachodnie Kuejczou, zachodni Syczuan, północno-zachodni Junnan i południowo-wschodni Tybet); zakres wysokości: 1600–3800 m n.p.m.                 | DC: 5,4–7,9 cm DO: 5,7–8 cm MC: brak danych   | NE          |

Kategorie IUCN:  LC  – gatunek najmniejszej troski;  NE  – gatunki niepoddane jeszcze ocenie.
Opisano również gatunki wymarłe:
- Micromys bendai Van de Weerd, 1979[14] (Grecja; miocen/pliocen)
- Micromys caesaris Minwer-Barakat, García-Alix, Martín-Suárez & Freudenthal, 2008[15] (Hiszpania; pliocen)
- Micromys chalceus Storch, 1987[16] (Chińska Republika Ludowa; miocen)
- Micromys cingulatus Storch & Dahlmann, 1995[17] (Grecja; miocen)
- Micromys liui Zheng Shaohua, 1993[18] (Chińska Republika Ludowa; plejstocen)
- Micromys paricioi Mein, Moissenet & Adrover, 1983[19] (Hiszpania; pliocen)
- Micromys praeminutus Kretzoi, 1959[20] (Węgry; pliocen)
- Micromys steffensi Van de Weerd, 1979[21] (Grecja; miocen/pliocen)